# WebOS
webOS也稱為LG webOS，舊稱Open webOS、HP webOS和Palm webOS，是基於Linux內核的智慧電視作業系統；其前身是由Palm所開發的智慧型手機作業系統，後來陸續由惠普和LG公司收購，現成為LG旗下產品。
智能手機Palm Pre是首部搭载webOS系统的手機，兩者同時於2009年1月8日的拉斯維加斯国际消費電子展宣佈給公眾，其後於2009年6月6日發佈。第二款搭载webOS系统的智能手机是Palm Pixi，于2009年11月15日發佈。平台事實上是PalmOS的繼任者，webOS將在線社交網絡和Web 2.0一體化作為重點。
2011年8月惠普宣布停止開發及生產TouchPad平板電腦和webOS智能手機產品。
2011年12月9日，惠普新任总裁宣布webOS开源。
2013年2月26日，在MWC大会上，LG宣布收购惠普webOS部门，包括系统源代码和雇员等。
2015年1月，惠普公司在其开发者中心网站上正式关闭支持webOS设备云服务和HP App Catalog应用商店。

## 特點
webOS的图形用户界面是設計給帶有觸控式螢幕的手持设备使用。它包括一系列的應用程式作個人信息管理及使用各種網絡技術，如HTML5、JavaScript及CSS。Palm聲稱，設計圍繞現有的技術以免開發者需學習一種新的編程語言。Palm Pre，發佈於2009年6月6日，是首部搭载webOS的手機。目前使用的手機包括Sprint Nextel首發的Palm Pre和Palm Pixi，及使用Verizon Wireless及AT&T，以及部分國際運營商的「Plus」版本手機。

### 界面
webOS的介面是基於一系統的「卡」來管理多工處理。程式可從「啟動器」或螢幕底部的快速啟動欄啟動。使用者可按向前按鈕，左右選擇，以切換執行中的程式。
webOS支援多點觸控，適合使用於觸控螢幕。Pre不設虛擬鍵盤，因它有了實體滑出式鍵盤，但仍可通過安裝套件啟用虛擬鍵盤。

### Synergy
webOS包括一個功能稱Synergy，以整合多種信息的來源。webOS允許用戶登錄到Gmail、Yahoo!、Facebook、LinkedIn及Microsoft Outlook（透過Exchange ActiveSync）的帳戶中。整合信息的來源，整合成為一個的名單。日曆從多種來源可被視為共同或單一的。通訊方面，Synergy整合所有的對話到單一的聊天窗口中。例如，即時通訊及 SMS文字訊息能同時觀見。

### 瀏覽器
webOS的瀏覽器稱為"Web"，是基於WebKit。通過旋轉設備，瀏覽器能橫向或縱向顯示。特別功能是瀏覽器能夠直接播放.pls文件類型，而無須額外的應用程式。此外，2010年2月17日，Adobe公司展示了一個webOS版本的Adobe Flash Player。

### 同步
設備使用基於雲的服務模式，而不是使用桌面sync客戶端（Palm HotSync同步方法）。
Palm為需要用自己的桌面同步軟件的用戶，已經引用了若干的解決方案，如Palm Desktop, Microsoft Outlook,或IBM Lotus Notes。此外，Mark/Space已宣布Macintosh桌面同步軟件，及類似的Chapura給Windows。Palm提供了一個在線指南以幫助客戶。

### 开源发布
2011年12月9日，惠普宣布近期将把webOS开源，但尚未明确指出源代码将在何种开源许可证下发布。
2018年3月19日，LG釋出開源版本webOS部份原始碼於github。並於新聞稿中提到希望開源能吸引更多開發者族群加入。

### 默認程式
webOS啟動欄和啟動頁包含這些默認的應用程序：
| 名稱  | 用途             |
| ----- | ---------------- |
| Phone | 電話             |
| Email | 電子郵件用戶端   |
| Web   | 瀏覽器           |
| Music | 可攜式媒體播放器 |

| 名稱        | 用途                      |
| ----------- | ------------------------- |
| Messaging   | 文字訊息、MMS、IM         |
| Calendar    | 日曆                      |
| Photos      | 圖片閱讀器                |
| Camera      | 照機                      |
| Video       | 視頻                      |
| YouTube     | YouTube視頻串流器、下載器 |
| Google Maps | Google Maps               |
| Memos       | 簡單的筆記程式            |
| Clock       | 鬧鐘、數字/模擬時鐘       |
| Calculator  | 計算器（包括科學計算器）  |
| App Catalog | 購買軟件                  |
| Amazon MP3  | 從Amazon購買音樂          |
| Doc View    | 從DataViz購買文檔         |
| PDF View    | PDF閱讀器                 |
| Tasks       | Tasks app                 |
| Contacts    | 地址/電話本               |

## 發佈歷史
| 版本    | 發佈日期       |
| ------- | -------------- |
| 1.0.2   | 2009年6月6日   |
| 1.0.3   | 2009年6月19日  |
| 1.0.4   | 2009年6月29日  |
| 1.1.0   | 2009年7月23日  |
| 1.2.0   | 2009年9月28日  |
| 1.2.1   | 2009年10月2日  |
| 1.3.1   | 2009年11月13日 |
| 1.3.5   | 2009年12月28日 |
| 1.3.5.1 | 2009年4月1日   |
| 1.4.0   | 2010年2月27日  |
| 1.4.1.1 | 2010年3月31日  |
| 1.4.5   | 2010年6月14日  |
| 2.0     | 2010年10月22日 |
| 2.0.1   | 2010年11月19日 |
| 2.1     | 2011年1月19日  |
| 2.2     | 2011年         |
| 3.0     | 2011年         |

## 使用webOS之流動裝置
- Palm Pre
- Palm Pre Plus
- HP Pre 2
- HP Pre 3
- Palm Pixi
- Palm Pixi Plus
- HP Veer
- HP TouchPad

## 外部連結
- Palm.com
- Palm Developer Network
- open source code components of WebOS (Palm.com)
- WebOS version history(Sprint website)[永久] or WebOS version history(Palm website)
- List of applications available in App Catalog (unofficial yet most apps are listed)
- List of applications available in the Palm's Applications Catalog (Short List)
- Homebrew Apps for WebOS (Precentral)
- Learn webOS (webOS School)
- Internal Workings of webOS
- Installing the Palm webOS SDK on Mandriva Linux, these steps can be used to install also the SDK on any RPM distribution as Redhat, Suse.

Template:LG